# Варанкін Володимир Валентинович
Володимир Валентинович Варанкін (30 жовтня (12 листопада) 1902, Нижній Новгород — 3 жовтня 1938, Москва) — радянський історик, есперантолог, есперантський письменник. Член ЦК Союзу Експерантистів Радянських Республік (1921), член Лінгвістичного комітету Академії есперанто (1921).

## Біографія
Народився 12 листопада 1902 року. Його батько — Валентин Єгорович (помер в 1921 році), до мобілізації в Червону Армію завідував ощадкасою, мати — Ніна Олексіївна (померла в 1953 році) — була бібліотекаркою. За освітою Володимир Варанкін — історик, фахівець із питань західноєвропейської історії. Був директором Школи іноземних мов (перетвореної потім у 2-й Московський державний педагогічний інститут іноземних мов). З 1935 року завідував також кафедрою всесвітньої історії в Московському історико-архівному інституті.
З 1919 року — есперантист; брав активну участь у радянському есперанто-русі. Уже в 1920 році організував у Нижегородській губернії близько 40 есперанто-осередків. Коли в червні 1921 року на 3-му Всеросійському з'їзді есперантистів у Санкт-Петербурзі був заснований Союз есперантистів радянських країн (перейменований в 1927 році у Союз есперантистів радянських республік), В. В. Варанкін був обраний до Центрального комітету Союзу й до кінця життя брав активну участь в роботі Союзу.
У другій половині 1930-тих років над радянським есперанто-рухом згустилися хмари; практично весь склад ЦК СЕРР і безліч рядових есперантистів були репресовані за надуманим звинуваченням у «шпигунстві». В. В. Варанкін теж був заарештований в ніч з 7 на 8 лютого 1938 року як «учасник антирадянської терористичної організації і член так званого „Союзного центру“ цієї організації». Далі ім'я Варанкіна зустрічається в розділі «Московська область. 1-я категорія» у «Списку осіб, які підлягають суду Військової колегії Верховного Суду Союзу РСР» від 29 вересня 1938 року, підготовленого НКВС СРСР і завізованого Й. В. Сталіним і В. М. Молотовим; цим доля Варанкіна була вирішена, оскільки перша категорія означала «вищу міру покарання». 3 жовтня 1938 року Військова колегія засудила Варанкіна до розстрілу, і в той же день вирок було приведено до виконання. 11 травня 1957 року Варанкін В. В. був реабілітований, а кримінальну справу закрито за відсутністю складу злочину.
Дружина: Варанкіна (до шлюбу Муравіна) Августа Миколаївна, 1902 р.н..
Дочка: Варанкіна (в шлюбах Дмитрієва, Жигульова) Феїна Володимирівна), 1924 р. н., проживала в м. Нижній Новгород.

## Наукова і літературна діяльність
В. В. Варанкіним написано чимало робіт на тематику есперантологіі — перш за все, статей, що публікувалися в друкованому виданні СЕРР — журналі «Міжнародна мова». Зокрема, його наукова робота «Teorio de Esperanto» («Теорія есперанто», 1929) присвячена дослідженню етимології есперантської лексики, а також фонетиці, морфології і синтаксису даної мови.
У 1933 році у видавництві EKRELO («Видавничий кооператив революційної есперанто-літератури», Амстердам) вийшов друком роман Варанкіна «Metropoliteno» («Метрополітен»). Темою роману послужила підготовка до будівництва метрополітену в Москві у 1928—1929 роках. Головний герой роману — молодий радянський інженер, поїхав у відрядження до Берліна для вивчення досвіду будівництва метро. Там він знайомиться з життям і політичною боротьбою німецьких комуністів, а також пише автобіографічний роман про своє життя в Москві до відрядження і про події в Берліні.
Літературознавці одноголосно включають Варанкіна В. В., поряд з А. Вальєном, Г. Лойкеном, О. А. Сахаровим, Р. Шварцем, Д. Баґі, Ч. Россетті, до списку ключових фігур, з якими пов'язане становлення есперантської прози. У 1977 році, коли в Копенгагені вийшло друге видання роману «Метрополітен», голова Академії есперанто Вільям Ольд дав високу оцінку роману, вітаючи перевидання «забутого шедевра», і включив цей твір до свого переліку 50-ти найвидатніших творів, створених мовою есперанто за перші сто років її існування.

## Публікації

### Роботи з есперантології
- Varankin V. . Teorio de Esperanto. — Moskvo : C. K. SEU, 1929. — 67 p.

### Видання роману «Метрополітен»
- Varankin V. . Metropoliteno. — Amsterdam : EKRELO, 1933. — 200 p.
- Varankin V. . Metropoliteno. 2 eld. — Kopenhago : Thorben Kehlet, 1977. — 252 p. — ISBN 87-87089-10-6.
- Varankin V. . Metropoliteno. — Antwerpen : Thorben Kehlet — Stafeto, 1979. — 312 p. — ISBN 90-6336-016-9.  (Переклад англ. мовою Марти Еванс)
- Varankin V. . Metropoliteno. — Moskva : Progreso, 1992. — 244 p. — ISBN 5-01-002952-9. (Перевид. 1933 р.)
- Varankin V. . Metropoliteno. 3 eld. — Jekaterinburg : Sezonoj, 1992. — 260 p.
- Варанкин В. В. . Метрополитен. — М. : Импэто, 2008. — 272 с. — ISBN 87-87089-10-6.